# Elevatordrengene
Elevatordrengene var et funk-/rock-band, der spillede deres første koncert på Marselisborg Gymnasium i Århus i 1980.
Med opstilling i en tidligere elevatorskakt, blev de, af fredagens fællessamlings faste sprechtstallmeister, Ole Thingsted, præsenteret som "Elevatordrengene!" Ole Thingsted navngav dermed bandet – som ikke engang havde et navn ved starten af dets karriere.

## Medlemmer
Elevatordrengene bestod fra første færd af primus motor, forsanger og tekstforfatter George Armistead Work IV, percussionist Uffe Isaksen, bassist Jesper Mardahl, el-guitar og komponist Palle Torp saxofonist og komponist Niels Hoppe-trak basunist Stig Buhl og trommeslager Claes Antonsen. Bandet blev en succes i det århusianske, drevet af "drengenes" – det blev senere deres bandnavn – entusiasme og deres ikke tidstypiske funky music. 
Elevatordrengene slog sig fast som band og som enkeltpersoner, og især Claes Antonsen fra The Antonelli Orchestra og Palle Torp fra Sko/Torp har slået deres navne fast. I 1983 startede Thomas Helmig som forsanger i bandet. I 1985 gik Elevatordrengene i opløsning, men blev allerede samme år gendannet med næsten samme besætning, (med ny bassist, og uden blæsere) som Thomas Helmig Brothers.
 Der er for få eller ingen kildehenvisninger i denne artikel, hvilket er et problem. Du kan hjælpe ved at angive troværdige kilder til de påstande, som fremføres i artiklen.